# Bridelia

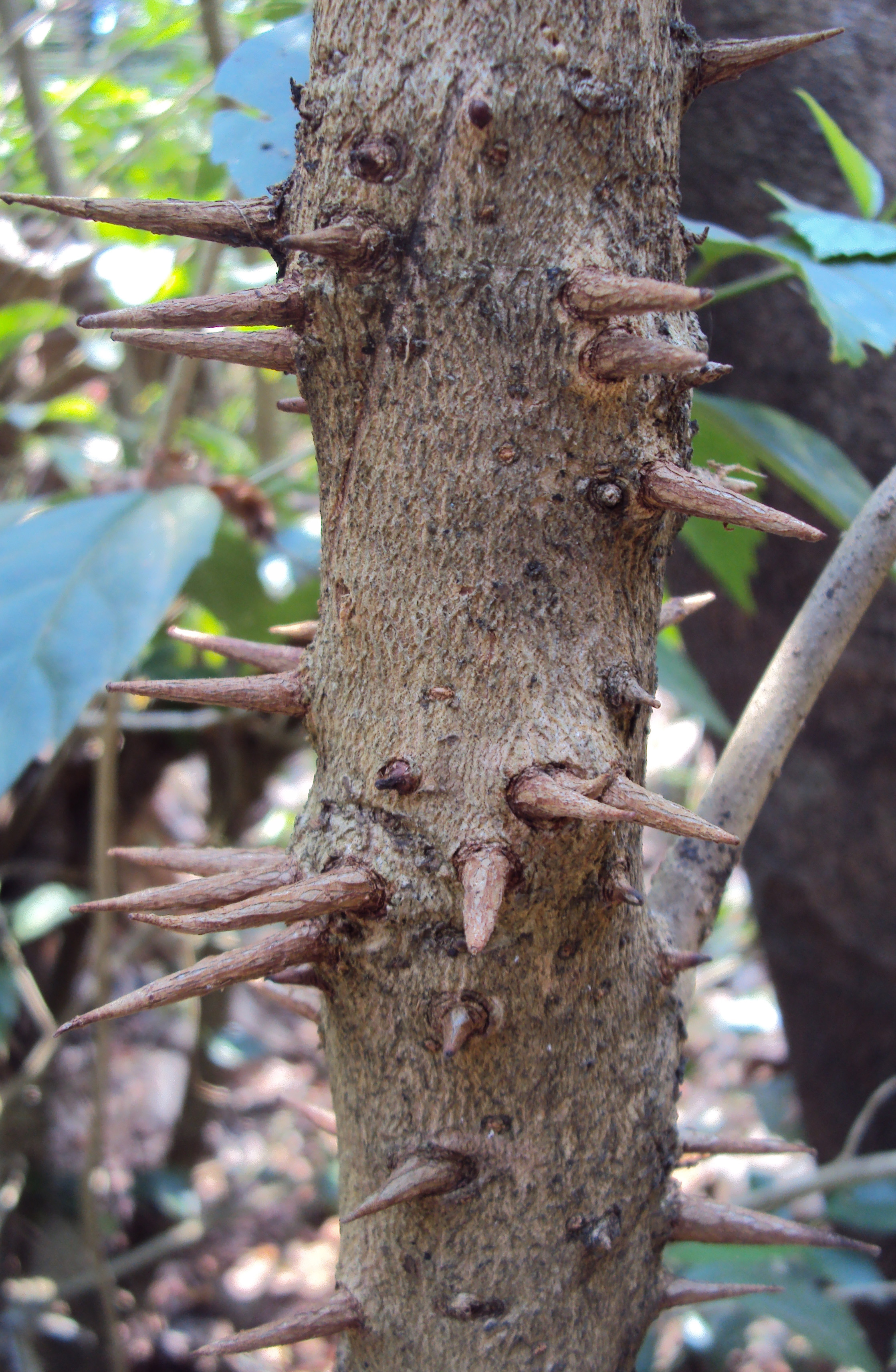
Ritidoma de Bridelia retusa.

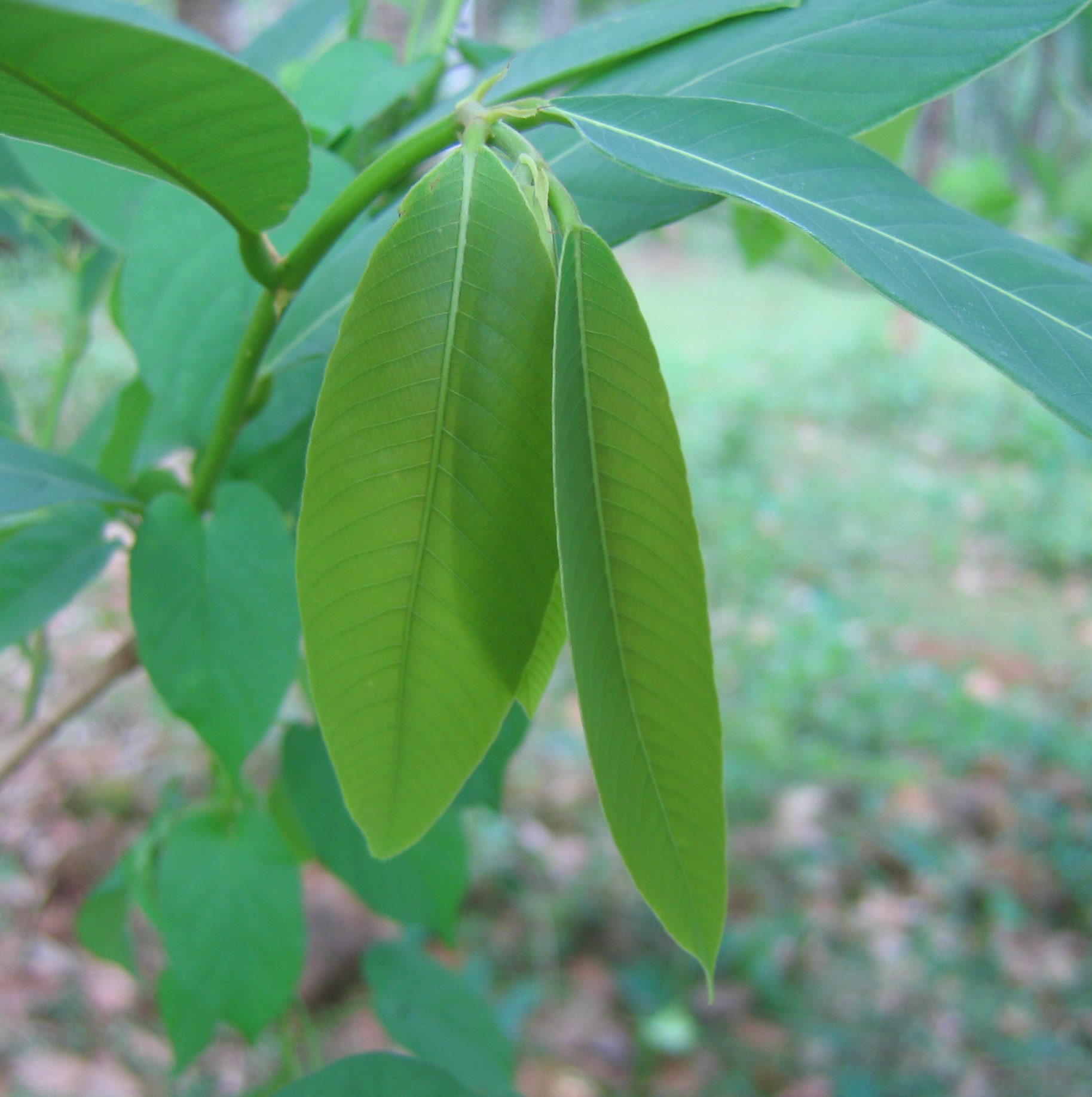
Folhagem de Bridelia retusa.

Bridelia Willd., 1806 é um género botânico pertencente à família Phyllanthaceae da ordem Malpighiales. As espécies que integram o género têm distribuição natural em vastas regiões da África, Austrália, sul da Ásia e várias ilhas dos oceanos Índico e Pacífico.

## Descrição
O género Bridelia foi assim designado em honra do briologista suíço radicado na Alemanha Samuel Elisée Bridel-Brideri pelo botânico alemão Carl Ludwig Willdenow.
Algumas espécies de Bridelia são usadas como planta alimentar pelas larvas de algumas espécies de Lepidoptera, incluindo Endoclita malabaricus.

## Sistemática
O géneros Bridelia inclui as seguintes espécies:
1. Bridelia adusta - Sarawak, Sabah
2. Bridelia affinis - Yunnan, Hainan, Tailândia
3. Bridelia alnifolia - Myanmar
4. Bridelia assamica - Arunachal Pradesh, Assam, Bangladesh
5. Bridelia atroviridis - África tropical
6. Bridelia balansae - Nansei-shoto, sul da China, Indochina, Taiwan
7. Bridelia brideliifolia - E + C + SE África
8. Bridelia cathartica - C + S África
9. Bridelia cinnamomea - ilhas Andaman, S Tailândia, Malásia, W Indonésia
10. Bridelia curtisii - Andaman & Nicobar, Indochina, Samatra
11. Bridelia duvigneaudii - C África
12. Bridelia eranalis - Zaire
13. Bridelia erapensis - Papua Nova Guiné
14. Bridelia exaltata - Queensland, New South Wales
15. Bridelia ferruginea - tropical Africa
16. Bridelia finalis - Queensland
17. Bridelia glauca - S + SE + E Asia, Papuasia
18. Bridelia grandis - W + C Africa
19. Bridelia harmandii - Indochina
20. Bridelia insulana - SE Asia, Papuásia, Queensland, Micronesia
21. Bridelia leichhardtii - Queensland
22. Bridelia macrocarpa - Maluku, Nova Guiné
23. Bridelia micrantha - tropical - S África, Réunion
24. Bridelia microphylla - Somália
25. Bridelia mollis - sul da África
26. Bridelia montana - Índia
27. Bridelia moonii - Sri Lanka
28. Bridelia ndellensis - C África
29. Bridelia nicobarica - Nicobar Islands
30. Bridelia oligantha - Papua New Guinea
31. Bridelia parvifolia - Hainan, Vietname
32. Bridelia pervilleana - Madagáscar
33. Bridelia pustulata - Malásia, Samatra, Bornéu, Filipinas
34. Bridelia retusa - S China, S + SE Ásia
35. Bridelia rhomboidalis - Madagáscar
36. Bridelia ripicola - C África
37. Bridelia scleroneura - Yemen, tropical África
38. Bridelia sikkimensis - Himalaias
39. Bridelia somalensis - Somália
40. Bridelia speciosa - W África
41. Bridelia stipularis - S + E + SE Ásia
42. Bridelia taitensis - Quénia
43. Bridelia tenuifolia - Angola, Namíbia
44. Bridelia tomentosa - S + E + SE Ásia, Nova Guiné, Austrália
45. Bridelia triplocarya - Papua Nova Guiné
46. Bridelia tulasneana - Madagáscar
47. Bridelia verrucosa - NE Índia, Himalaias
48. Bridelia whitmorei- Pahang
49. Bridelia wilksii - Gabão

Um conjunto de espécies antes incluídas no género Bridelia foram movidas para outros géneros (Aporosa, Cleistanthus,Damnacanthus, Phyllanthus e Scleropyrum):
1. B. acuminata - Phyllanthus triandrus
2. B. attenuata - Cleistanthus oblongifolius
3. B. buxifolia - Cleistanthus stipitatus
4. B. chartacea - Cleistanthus oblongifolius
5. B. collina - Cleistanthus collinus
6. B. diversifolia - Cleistanthus diversifolius
7. B. heterantha - Phyllanthus glomerulatus
8. B. horrida - Scleropyrum pentandrum[9]
9. B. laurina - Cleistanthus stipitatus
10. B. loureiroi - Cleistanthus monoicus
11. B. monoica - Cleistanthus monoicus
12. B. oblongifolius - Cleistanthus oblongifolius
13. B. patula - Cleistanthus patulus
14. B. polystachya - Cleistanthus polystachyus
15. B. rufa - Cleistanthus rufus
16. B. rugosa - Aporosa lunata
17. B. sinica - Phyllanthus hohenackeri
18. B. spinosa DC. 1833 not (Roxb.) Willd. 1806 - Damnacanthus indicus
19. B. stipitata - Cleistanthus stipitatus
20. B. stipularis Hook. & Arn. 1837 not (L.) Blume 1826 - Cleistanthus stipularis